# Piura Metropolitana

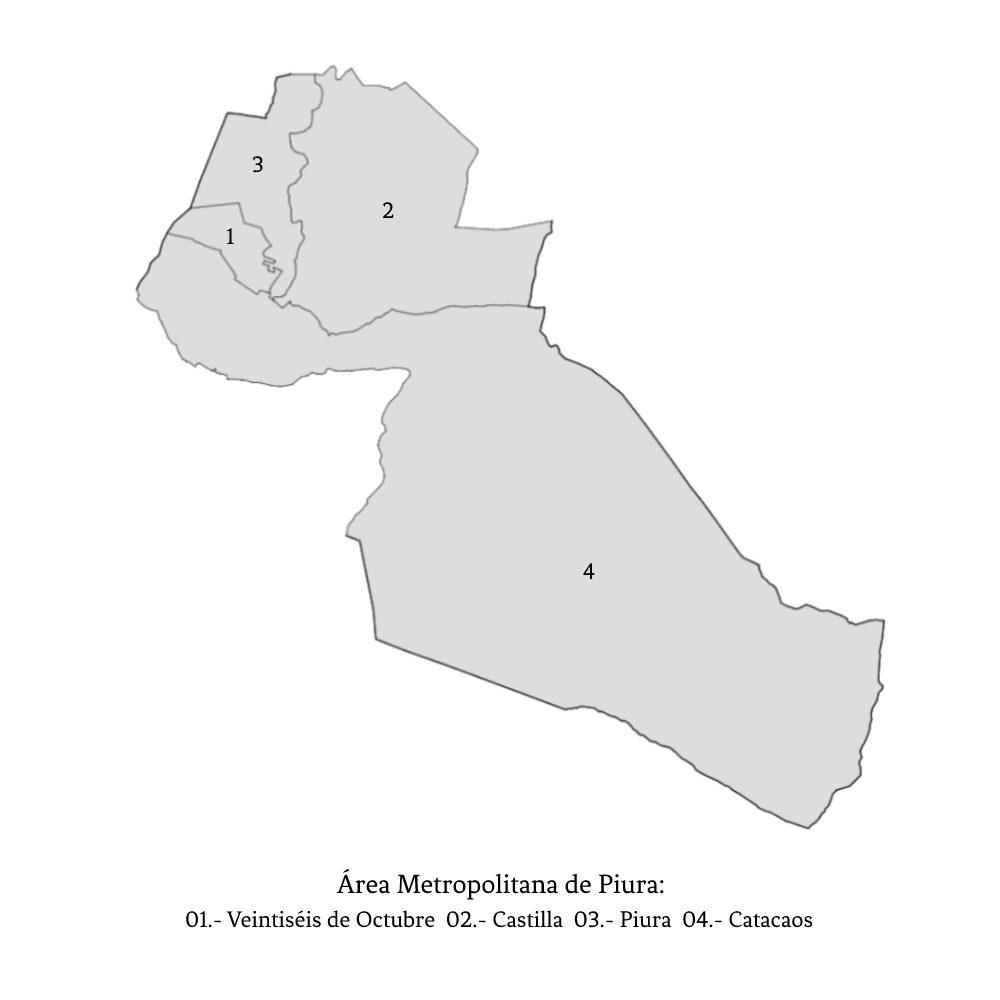
Distritos que conforman el área metropolitana.

Piura Metropolitana es un área metropolitana peruana, ubicada en el departamento de Piura, al norte del país. De acuerdo con el «Plan de Desarrollo Urbano de los distritos de Piura, Veintiséis de Octubre, Castilla y Catacaos al 2032» el área Metropolitana de Piura está conformada por los centros urbanos de los distritos de Piura, Veintiséis de Octubre, Castilla y Catacaos, incluyendo los centros poblados de estos distritos,  siendo la ciudad de Piura el centro urbano principal, y siendo la quinta urbe metropolitana más grande y poblada del Perú, solo por detrás de Lima Metropolitana, Arequipa Metropolitana, Trujillo Metropolitano y Chiclayo Metropolitano. Se consideran metrópolis peruanas a las ciudades que comprenden más de 500,001 habitantes y cuenten con Plan de Acondicionamiento y Plan de Desarrollo Metropolitano.

## Conformación
El Área metropolitana de Piura comprende además de los centros urbanos de Piura, Veintiséis de Octubre, Castilla y Catacaos, aquellos centros urbanos ubicados en su entorno inmediato y su área de influencia. El Área Metropolitana de Piura también incluye los siguientes centros poblados:
Centros Poblados de Piura
- Ejidos de Mariposa
- Los Ejidos del Norte, ubicado al norte de Piura

Centros Poblados de Castilla
- Miraflores.
- Río Seco
- Terela (al norte de Castilla)

Centros Poblados de Catacaos
- La Legua.
- San Jacinto (al oeste de Catacaos)
- Simbilá (al norte de Catacaos)
- Narihualá (al sur de Catacaos)
- La Rinconada

## Población de los distritos metropolitanos
La metrópoli de Piura presenta un alto nivel de crecimiento y expansión urbana. Según la información del último censo realizado por el INEI el año 2017, la población del Área Metropolitana de Piura constituye el 67.7% del total de la población provincial, alcanzando la cifra de 560 345 habitantes en 2017 y un estimado de 681 605 habitantes para 2025. La población de los distritos metropolitanos se encuentra distribuida de la siguiente manera:
| Ubigeo | Distritos Metropolitanos | Extensión (km²) | Altitud (m s. n. m.) | Población 2017 | Pobl. estimada 2025 |
| 2001   | Piura Metropolitana      | 3668.33         | -                    | 560 345        | 681 605             |
| ------ | ------------------------ | --------------- | -------------------- | -------------- | ------------------- |
| 200101 | Piura                    | 330.32          | 36                   | 158 495        | 201 547             |
| 200102 | Castilla                 | 662.23          | 30                   | 160 201        | 197 916             |
| 200103 | Catacaos                 | 2565.78         | 23                   | 75 870         | 82 398              |
| 200115 | Veintiséis de Octubre    | 110             | 30                   | 165 779        | 199 744             |